# 為藤五郎

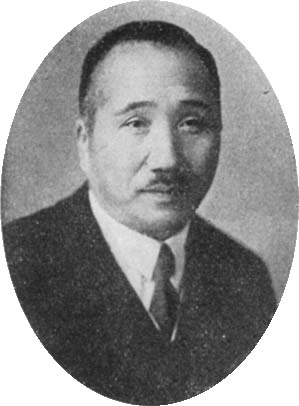
為藤五郎

為藤 五郎（ためとう ごろう、1888年（明治21年）2月1日 - 1941年（昭和16年）7月4日）は、日本の教育者、政治家。

## 経歴
福岡県築上郡三毛門村（現在の豊前市）出身。福岡県師範学校を経て、1911年（明治44年）に東京高等師範学校を卒業。福岡県小倉師範学校教諭、鹿児島県師範学校教諭を経て、「東京日日新聞」記者となる。後に博文館に転じ、雑誌「中学世界」主筆、「太陽」編集長を務めた。関東大震災後、東京府嘱託となり、『大正大震災史』の著述に当たった。その後、教育週報社社長・主筆を務めた。
また社会民衆党中央執行委員となり、東京府会議員、東京市会議員に選出された。そのほか、衆議院議員総選挙にも2度出馬したがいずれも落選した。
その他、帝国教育会理事、帝都教育会理事、茗渓会理事を務めた。

## 著書
- 『大正新立志伝』（大日本雄弁会、1906年）
- 『民衆政治講座』（クララ社、1929年）
- 『現代農村の教育 教育村「神興」の真髄』（東洋図書、1930年）
- 『教育の社会性』（自由社、1931年）
- 『教育小説 訓導の上京』（東洋図書、1935年）